# Дауленов, Салькен Дауленович
Салькен Дауленович Дауленов (каз. Сәлкен Дәуленұлы Дәуленов; 27 сентября (10 октября) 1907, аул Игбай, Темирский уезд, Уральская область, Российская империя — 29 февраля 1984, Алма-Ата, Казахская ССР, СССР) — советский казахский партийный и государственный деятель. Председатель Совета министров Казахской ССР (1961—62).

## Биография
Родился в крестьянской семье.
Трудовую деятельность начал пастухом в Алты-Карасуйской волости Актюбинской области.
С сентября 1925 года — воспитанник детской коммуны в городе Актюбинск.
С ноября 1927 года — заведующий общим отделом Актюбинского окружного комитета комсомола.
С сентября 1928 года — студент рабочего факультета при Среднеазиатском государственном университете в Ташкенте.
С сентября 1931 года — студент Среднеазиатского планово-экономического института, два курса которого окончил в 1933 году
Член ВКП(б) с 1931 года.
С декабря 1933 года — заместитель председателя исполкома СНД Джиргетальского (кыргызского) районаТаджикской ССР.
С августа 1934 года — начальник сектора планирования Госплана Казахской АССР.
С ноября 1936 года — второй, затем первый секретарь Ленинского райкома партии города Алма-Аты.
С декабря 1937 года — третий секретарь Алма-Атинского горкома партии.
С февраля 1938 года — третий , затем второй секретарь ЦК КП(б) Казахстана. После скандала резко был понижен в должности, на несколько позиций вниз.
С октября 1939 года — директор Янгельского зерносовхоза Абзелиловского района Башкирской АССР, то есть вне пределов родной КазССР.
В КазССР вернулся только через 5 лет, с июня 1944 года — начальник Талды-Курганского областного земельного управления.
С апреля 1945 года — председатель Южно-Казахстанского облисполкома.
С февраля 1951 года — начальник Главводхоза при Совете Министров Казахской ССР.
В мае-ноябре 1953 года — начальник Главного управления министерства сельского хозяйства и заготовок Казахской ССР.
С ноября 1953 года — заместитель министра промышленности товаров широкого потребления Казахской ССР.
С августа 1954 года — министр водного хозяйства Казахской ССР.
С июля 1957 года — заместитель министра сельского хозяйства Казахской ССР.
С сентября 1960 года — первый секретарь Семипалатинского обкома Компартии Казахстана.
С января 1961 по сентябрь 1962 ггода — председатель Совета Министров Казахской ССР.
И опять, уже при Хрущеве резко был понижен в должности - с февраля 1963 года — председатель Джамбульского облплана.
С февраля 1966 года и до пенсии — начальник отдела территориального планирования Госплана Казахской ССР.
Член ЦК КПСС (1961—1963). Депутат Верховного Совета СССР 6-го созыва.
С апреля 1975 года — персональный пенсионер союзного значения.
Скончался 29 февраля 1984 года в городе Алма-Ате.

## Награды и звания
Награждён тремя орденами Трудового Красного Знамени, орденом  Отечественной Войны I-й степени.